# انجمن حق رأی زنان نیو انگلند
انجمن حق رای زنان نیو انگلند (انگلیسی: New England Woman Suffrage Association) یا (NEWSA) در نوامبر ۱۸۶۸ برای مبارزه برای حق رای زنان در ایالات متحده تأسیس شد. رهبران اصلی آن جولیا وارد هوی، نخستین رئیس و لوسی استون بود که بعدها به منصب رئیس این انجمن دست یافت. این انجمن تا سال ۱۹۲۰، زمانی که متمم نوزدهم قانون اساسی ایالات متحده آمریکا به قانون اساسی ایالات متحده اجازه انتخاب زنان را داد، فعال بود.

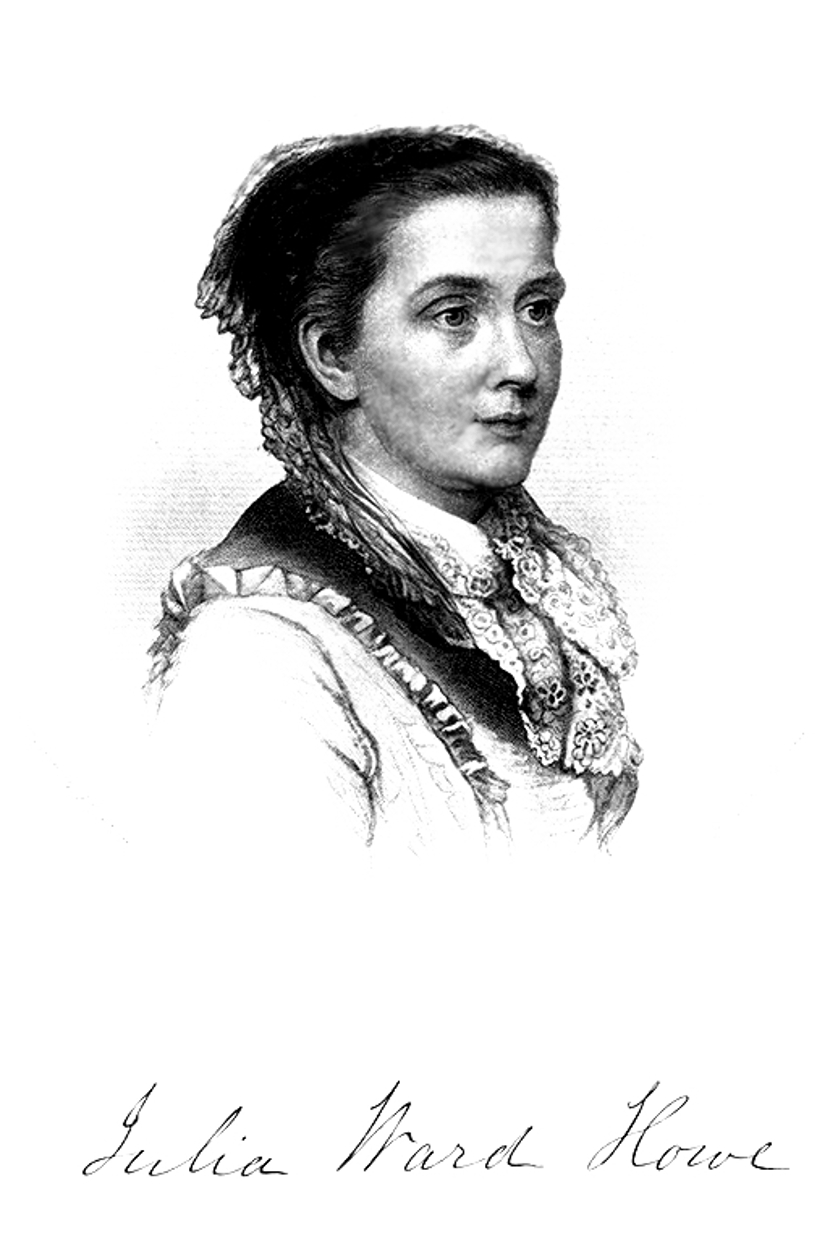
جولیا ورد هاو، نخستین رئیس انجمن حق رای زنان نیو انگلند

## تأسیس
انجمن حق رای زنان نیو انگلند در طول یک دوره زمانی تشکیل شد که میان جنبش حقوق زنان و یک جناح از این جنبش که طرفدار لغو برده داری بود شکاف ایجاد شده بود. اختلافات بویژه بر سر حق رای مردان آفریقایی آمریکایی قبل از زنان میان این دو گروه بسیار شدید بود. انجمن مذکور که با این رویکرد موافق بود با مخالفت سوزان آنتونی و الیزابت کدی استانتون روبرو بود که اصرار داشتند زنان و مردان سیاه‌پوست باید به‌طور همان زمان حق رای داشته باشند.
انجمن حق رای زنان نیو انگلند اولین سازمان سیاسی عمده ای بود که دستیابی به حق رای زنان را به عنوان هدف خود قرار داد. این انجمن چند ماه قبل از تشکیل انجمن ملی حق رأی زنان و انجمن حق رأی زنان آمریکایی تشکیل شد.